# Архегоний
Архегоний е женски полов орган при мъхове и папрати. В него се образуват яйцеклетките. Архегоният се получава от протанема при мъховете, а при папратите от протал. Двете образования са получени от спори и затова папратите и мъховете са спорови растения.